# یاردلی گابیین
یاردلی گابیین (به انگلیسی: Yardley Gobion) یک روستا و محله مدنی در بریتانیا است که در نورث‌همپتون‌شایر جنوبی واقع شده‌است. یاردلی گابیین ۱٬۳۴۸ نفر جمعیت دارد.